# Secretario de hechos
Un Secretario de hechos es una figura de relevancia jurídica, que cumple funciones similares a las de un Registrador inmobiliario o a un Notario o fedatario público al tiempo de fijar la veracidad de determinados hechos que tienen una repercusión jurídica frente a terceros. La figura, en decadencia, todavía pervive en algunos países de Sudamérica y estados de Estados Unidos y otros países de tradición jurídica anglosajona o alemana.
El perfeccionismo que asiste a la mayoría de las transacciones contractuales y la complejidad de las mismas, así como la especialización de los fedatarios públicos en función de la materia (Secretarios administrativos, Secretarios judiciales, Corredores de comercio, Notarios, Registradores, etc) ha reducido el papel del Secretario de hechos, más humilde en sus pretensiones y que aparece históricamente como un mero fedatario que da prueba "iuris tantum" de los hechos y que asiste, la mayor parte de las veces, a un tercero.